# Seoul Open Challenger 2022
Il Seoul Open Challenger 2022 è stato un torneo maschile tennis professionistico. È stata la 7ª edizione del torneo, facente parte della categoria Challenger 110 nell'ambito dell'ATP Challenger Tour 2022, con un montepremi di 132 800 $. Si è svolto dal 10 al 16 ottobre 2022 sui campi in cemento del Centro Tennis del Parco Olimpico di Seul, in Corea del Sud.

## Partecipanti

### Teste di serie
| Nazionalità   | Giocatore             | Ranking* | Testa di serie |
| ------------- | --------------------- | -------- | -------------- |
| Moldavia      | Radu Albot            | 86       | 1              |
| Taipei cinese | Tseng Chun-hsin       | 87       | 2              |
| Australia     | Alexei Popyrin        | 93       | 3              |
| Ecuador       | Emilio Gómez          | 102      | 4              |
| Australia     | Christopher O'Connell | 106      | 5              |
| Australia     | James Duckworth       | 109      | 6              |
| Stati Uniti   | Steve Johnson         | 112      | 7              |
| Polonia       | Kamil Majchrzak       | 121      | 8              |

* Ranking al 3 ottobre 2022.

### Altri partecipanti
I seguenti giocatori hanno ricevuto una wild card per il tabellone principale:
- Chung Hong
- Kim Cheong-eui
- Kim Jang-jun

Il seguente giocatore è entrato in tabellone con il ranking protetto:
- Marc Polmans

I seguenti giocatori sono passati dalle qualificazioni:
- Aleksandar Kovacevic
- Shintaro Mochizuki
- Maximilian Neuchrist
- Hiroki Moriya
- Naoki Nakagawa
- Li Tu

## Campioni

### Singolare
Li Tu ha sconfitto in finale  Wu Yibing con il punteggio di 7–6(5), 6–4.

### Doppio
Kaichi Uchida /  Wu Tung-lin hanno sconfitto in finale  Chung Yun-seong /  Aleksandar Kovacevic con il punteggio di 6(2)–7, 7–5, [11–9].